# Catia TVe
Catia TVe (Televisora Comunitaria del Oeste de Caracas) es un canal de televisión abierta venezolano, creado y administrado por habitantes del barrio caraqueño Catia de la parroquia Sucre. El 70 % de su programación es creada por organizaciones comunitarias de los barrios, los cuales son capacitados para producir audiovisuales.

## Historia
Nació como evolución del Cineclub Manicomio, un centro cultural y político que estuvo afiliado a la Federación Venezolana de Centros de Cultura Cinematográfica. Empezó a transmitir sin tener permiso en el año 2000, y legalmente a partir del 30 de marzo de 2001, fue una de las primeras estaciones de televisión comunitarias de Venezuela, y la primera televisión comunitaria de Caracas en ser legalizada. Se suspendió la transmisión el 11 de abril de 2002 durante el golpe de Estado que derrocó por dos días al presidente del país, Hugo Chávez. Después de la restitución del orden constitucional vuelve a reiniciar sus transmisiones hasta el 10 de julio de 2003 cuando el alcalde mayor de Caracas, Alfredo Peña, los desaloja de su sede en un hospital de la ciudad. No es sino hasta el 11 de julio de 2004 cuando Catia TVe inicia nuevamente sus transmisiones con mayor alcance en la ciudad y desde una sede propia.
En la fundación de Catia TV participó Gabriela González Fuentes y Blanca Eekhout, que más tarde sería ministra del Ministerio del Poder Popular para la Comunicación y la Información y presidenta de Venezolana de Televisión, y que ha tenido influencia en la actitud del gobierno de Hugo Chávez hacia las «televisoras comunitarias bolivarianas». El equipo de Catia TV participó en las discusiones con Diosdado Cabello, el presidente de la Comisión Nacional de Telecomunicaciones para la creación del Reglamento de Radiodifusión Sonora y Televisión Abierta Comunitaria de Servicio Público.

## Fuente
- Martínez, Carlos; Fox, Michael; Farrell, Jojo (2010). «Ten: Wilfredo Vásquez, Catia TVe». Venezuela speaks! Voices from the grassroots. pp. 163-175. ISBN 9781604861082.